# Arescon iridescens
Arescon iridescens är en stekelart som först beskrevs av Enock 1914.  Arescon iridescens ingår i släktet Arescon och familjen dvärgsteklar. Inga underarter finns listade.